# Colton Haynes

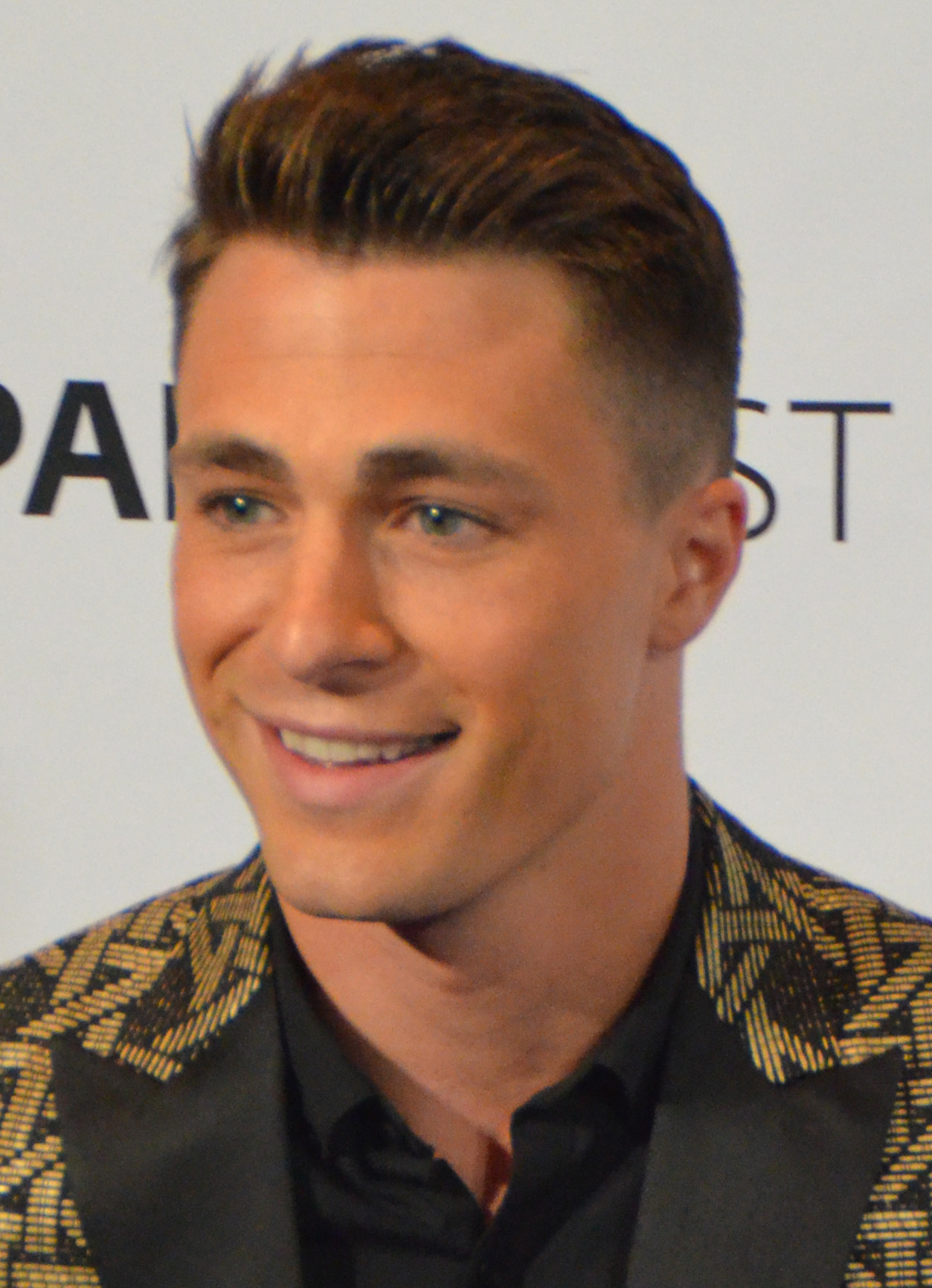
Colton Haynes (2015)

Colton Lee Haynes (* 13. Juli 1988 in Wichita, Kansas) ist ein US-amerikanischer Schauspieler, Model und Sänger.

## Leben
Haynes wurde am 13. Juli 1988 in Wichita im US-Bundesstaat Kansas geboren und wuchs zusammen mit seinen fünf Geschwistern zeitweilig auf der Farm seines Onkels im benachbarten Andale im Sedgwick County auf. Andere Teile seiner Kindheit verbrachte er in Arkansas, New Mexico, Texas und Florida. Sein Bruder Clinton Haynes verfolgt auch eine Karriere als Schauspieler.
Seit Oktober 2017 war Haynes mit Jeff Leatham verheiratet, im April 2018 reichte er die Scheidung ein.

## Karriere

### Model
Haynes begann seine Karriere als Model im Alter von 15 Jahren in New York. Haynes wurde durch ein Foto-Shooting von Bruce Weber für Abercrombie & Fitch bekannt. Er hat auch bei einem Fotoshooting für das XY-Magazin im Jahr 2006 mitgemacht. Danach begann Haynes für Kampagnen von Kira Plastinina, J. C. Penney und Ralph Lauren zu modeln. Im Jahre 2008 erschien er auch in zahlreichen Magazinen wie Teen Vogue und Arena.

### Schauspieler
Seine erste kleine Rolle hatte er als ein junger Mann im Café im ersten Teil von Transformers. Danach folgten Gastauftritte in Serien wie CSI: Miami als Brandon Fox und The Hills als Model. Außerdem spielte er 2007 in dem Musikvideo I Don’t Love You von My Chemical Romance mit.
In der zweiten Hälfte des Jahres 2007 nahm er an dem Casting für den Film Twilight – Bis(s) zum Morgengrauen für die Rolle des Edward Cullen teil. Die Rolle ging jedoch an Robert Pattinson.
In den Jahren 2008 bis 2009 folgten Gastauftritte in Privileged als Alexander, in Pushing Daisies als Ares Kostopolous und in Melrose Place als Jessie Roberts. 2008 bekam er die Rolle des Scott Holland in dem Fernsehfilm Always and Forever. Im selben Jahr nahm er an dem Casting für den Film Spectacular! für die Rolle des Royce Du Lac teil, die jedoch an Simon Curtis ging.
Im Jahre 2009 bekam er die Hauptrolle des Shane in der Showtime-Serie LOOK – The Series. Die Serie basiert auf dem gleichnamigen Film aus dem Jahr 2007. Außerdem bekam er im selben Jahr eine Hauptrolle in der ABC-Serie The Gates, in der er die Rolle des Footballspielers und Werwolfes Brett Crezski spielte. 2011 folgte eine weitere Hauptrolle in der MTV-Serie Teen Wolf, wo er den Jackson Whittemore verkörpert. Im Oktober 2012 wurde bekannt gegeben, dass Haynes aufgrund gescheiterter Vertragsverhandlungen nicht für die dritte Staffel zurückkehren wird.
Von 2013 bis 2016 war er als Roy Harper in der The-CW-Fernsehserie Arrow zu sehen. Nachdem er wegen Schlafstörungen, Angstzuständen, Ohnmachtsanfällen und einem Geschwür stationär behandelt worden war, verließ er die Serie jedoch.
Seit Juni 2017 gehört er zum Hauptcast von American Horror Story.

### Sänger
Im Dezember 2013 erschien mit Baby It’s Christmas die Debütsingle von Haynes.

## Filmografie (Auswahl)
- 2007: Transformers
- 2007: CSI: Miami (Fernsehserie, Episode 6x04)
- 2007: The Hills (Fernsehserie, 2 Episoden)
- 2008: Privileged (Fernsehserie, Episode 1x05)
- 2008: Pushing Daisies (Fernsehserie, Episode 2x04)
- 2009: Melrose Place (Fernsehserie, Episode 1x08)
- 2009: Always and Forever (Fernsehfilm)
- 2010: The Gates (Fernsehserie, 11 Episoden)
- 2010: LOOK – The Series (Fernsehserie)
- 2011: Charlie Brown: Blockhead’s Revenge (Kurzfilm)
- 2011: The Nine Lives of Chloe King (Fernsehserie, Episode 1x07)
- 2011–2012, 2017: Teen Wolf (Fernsehserie, 26 Episoden)
- 2013–2016, 2018–2020: Arrow (Fernsehserie, 61 Episoden)
- 2015: San Andreas
- 2016: Scream Queens (Fernsehserie, 2 Episoden)
- 2016: The Grinder – Immer im Recht (The Grinder, Fernsehserie, 2 Episoden)
- 2017: Girls’ Night Out (Rough Night)
- 2017: American Horror Story (Fernsehserie, 6 Episoden)
- 2019: Stucco (Kurzfilm)
- 2021: Triumph
- 2023: Teen Wolf: The Movie
- 2024: Love... Reconsidered

## Diskografie
Singles
- 2013: Baby It’s Christmas (feat. Travis-Atreo)